# José Fernando Fumagalli
José Fernando Fumagalli est un footballeur brésilien né le 5 octobre 1977 à Monte Alto. Il évolue au poste de milieu offensif.

## Palmarès
- Vainqueur du Tournoi Rio-São Paulo en 1997 avec Santos
- Champion de l'État de São Paulo en 2003 avec les Corinthians
- Champion de l'État du Pernambouc en 2006, 2007 et 2009 avec le Sport Club do Recife
- Champion du Brésil de Serie B (D2) en 2009 avec le Vasco da Gama